# Argentina en los Juegos Paralímpicos de Pekín 2022
Argentina participará en los Juegos Paralímpicos de Pekín 2022. El responsable del equipo paralímpico es el Comité Paralímpico Argentino, así como las federaciones deportivas nacionales de cada deporte con participación.

## Deportes
| Deporte        | Masculino | Femenino | Total |
| -------------- | --------- | -------- | ----- |
| Esquí alpino   | 1         | 0        | 1     |
| Esquí de fondo | 1         | 0        | 1     |
| Total          | 2         | 0        | 2     |

## Esquí alpino
Enrique Plantey participa esquí solitario.
| Atleta          | Evento                             | Primera vuelta      | Primera vuelta      | Segunda vuelta      | Segunda vuelta      | Final               | Final               |
| Atleta          | Evento                             | Tiempo              | Rango               | Tiempo              | Rango               | Tiempo              | Rango               |
| --------------- | ---------------------------------- | ------------------- | ------------------- | ------------------- | ------------------- | ------------------- | ------------------- |
| Enrique Plantey | Super Gigante Masculino, sentado   | No llegó a terminar | No llegó a terminar | No llegó a terminar | No llegó a terminar | No llegó a terminar | No llegó a terminar |
| Enrique Plantey | Descenso masculino, sentado        |                     |                     |                     |                     | No llegó a terminar | No llegó a terminar |
| Enrique Plantey | Eslalon gigante masculino, sentado | 1:02.13             | 5                   | 1:01.01             | 6                   | 2:03.14             | 4                   |
| Enrique Plantey | Men's slalom, sitting              | 56.65               | 23                  | 57.61               | 9                   | 1:54.26             | 11                  |
| Enrique Plantey | Men's Super-G, sitting             |                     |                     |                     |                     | 1:15.89             | 8                   |

## Esquí de fondo
Nicolás Lima es el único argentino que participa esquí de fondo en esta paralimpiada.
Men's distance
| Atleta       | Evento                  | Final   | Final | Final |
| Atleta       | Evento                  | Time    | Rank  |       |
| ------------ | ----------------------- | ------- | ----- | ----- |
| Nicolás Lima | 10 km free sitting      | 39:14.1 | 29    |       |
| Nicolás Lima | 18 km classical sitting | 54:20.8 | 17    |       |

Sprint
| Athlete      | Event                 | Calificación | Calificación | Semifinal   | Semifinal   | Final       | Final       |
| Athlete      | Event                 | Tiempo       | Rango        | Tiempo      | Rango       | Tiempo      | Rango       |
| ------------ | --------------------- | ------------ | ------------ | ----------- | ----------- | ----------- | ----------- |
| Nicolás Lima | 1.5 km sprint sitting | 2:47.78      | 27           | No calificó | No calificó | No calificó | No calificó |